# Mistrzostwa Ameryki Północnej i Karaibów w piłce ręcznej kobiet
Mistrzostwa Ameryki Północnej i Karaibów w piłce ręcznej kobiet – oficjalny międzynarodowy turniej piłki ręcznej o zasięgu kontynentalnym, organizowany przez NACHC cyklicznie od 2019 roku mający na celu wyłonienie najlepszej żeńskiej reprezentacji narodowej w Ameryce Północnej i Karaibach. W imprezie mogą brać udział wyłącznie reprezentacje państw, których krajowe federacje piłki ręcznej są oficjalnymi członkami NACHC. Turniej służy również jako eliminacja do mistrzostw świata.
We wcześniejszych latach turnieje w tym regionie, będącym wówczas częścią niedziałającej już PATHF, były kwalifikacją do mistrzostw Ameryki.

## Turnieje
| 2019 | Meksyk            | Kuba       | 27:24 | Portoryko  | Grenlandia | 22:20 | Dominikana        |
| 2021 | Stany Zjednoczone | Portoryko  | 34:24 | Grenlandia | Meksyk     | 28:14 | Stany Zjednoczone |
| 2023 | Grenlandia        | Grenlandia | 17:15 | Kanada     | Meksyk     | 29:27 | Kuba              |

## Tabela medalowa
| Lp. | Państwo    | Złoto | Srebro | Brąz | Razem |
| --- | ---------- | ----- | ------ | ---- | ----- |
| 1.  | Grenlandia | 1     | 1      | 1    | 3     |
| 2.  | Portoryko  | 1     | 1      | 0    | 2     |
| 3.  | Kuba       | 1     | 0      | 0    | 1     |
| 4.  | Kanada     | 0     | 1      | 0    | 1     |
| 5.  | Meksyk     | 0     | 0      | 2    | 2     |

## Tabela wyników
| Państwo           | 2019 | 2021 | 2023 | Występy |
| ----------------- | ---- | ---- | ---- | ------- |
| Dominikana        | 4    | –    | –    | 1       |
| Grenlandia        | 3    | 2    | 1    | 3       |
| Kanada            | 7    | –    | 2    | 2       |
| Kuba              | 1    | –    | 4    | 2       |
| Meksyk            | 6    | 3    | 3    | 3       |
| Portoryko         | 2    | 1    | –    | 2       |
| Stany Zjednoczone | 5    | 4    | 5    | 3       |
| Państwo           | 2019 | 2021 | 2023 | Występy |